# Hyphinoe hirsuta
Hyphinoe hirsuta är en insektsart som beskrevs av Buckton. Hyphinoe hirsuta ingår i släktet Hyphinoe och familjen hornstritar. Inga underarter finns listade i Catalogue of Life.